# Cinex
Cinex (Circuito Nacional de Exhibidores, S.A.) es una cadena de cines de Venezuela fundada en 1998 por la alianza de tres compañías: Circuito Radonski, Venefilms y Grupo Blanco. A finales de 2011, gracias a la venta del Circuito Radonski, se incorpora un nuevo socio de la marca: Evenpro, que luego compraría también las salas pertenecientes a Cinematográfica Blancica (Grupo Blanco).
Actualmente se encuentra en 13 ciudades y cuenta con 149 salas en 24 complejos, conformando así uno de los mayores circuitos de cine en el país. 
En 2013, Cinex estrenó la tecnología 4DX, siendo la primera y única cadena de cines con este formato en Venezuela.
Enfocados en la ampliación de su oferta de entrenamiento y esparcimiento, el 20 de noviembre de 2018, Cinex inaugura en el piso cinco del Centro Comercial Tolón, CinexArt; sala que ofrece contenido alternativo con películas de época, cine de autor y festivales culturales.

## Complejos y salas
Cinex posee 24 complejos en 13 ciudades. La cadena maneja 5 tipos de salas: 2D, 3D, 4DX, Privé y VIP.
| Entidad          | Ciudad       | Complejo                      | Sala | Sala | Sala | Sala  | Sala | Sala  |
| Entidad          | Ciudad       | Complejo                      | 2D   | 3D   | VIP  | Privé | 4DX  | Total |
| ---------------- | ------------ | ----------------------------- | ---- | ---- | ---- | ----- | ---- | ----- |
| Anzoátegui       | Lechería     | Cinex Plaza Mayor             | 3    | 1    | 0    | 0     | 0    | 4     |
| Barinas          | Barinas      | Cinex Cima Plaza              | 6    | 1    | 0    | 0     | 0    | 7     |
| Distrito Capital | Caracas      | Cinex Los Próceres            | 4    | 2    | 1    | 0     | 0    | 7     |
| Distrito Capital | Caracas      | Cinex Multiplaza Paraíso      | 3    | 3    | 0    | 0     | 0    | 6     |
| Distrito Capital | Caracas      | Cinex Recreo                  | 4    | 2    | 0    | 0     | 1    | 7     |
| Miranda          | Caracas      | Cinex Paseo El Hatillo        | 4    | 1    | 1    | 0     | 1    | 7     |
| Miranda          | Caracas      | Cinex Sambil                  | 2    | 2    | 0    | 0     | 0    | 4     |
| Miranda          | Caracas      | Cinex San Ignacio             | 3    | 2    | 1    | 0     | 1    | 7     |
| Miranda          | Caracas      | Cinex Tolón                   | 5    | 2    | 1    | 1     | 0    | 9     |
| Miranda          | Caracas      | Cinex Galerías Los Naranjos   | 4    | 0    | 0    | 0     | 0    | 4     |
| Miranda          | Guatire      | Cinex Buenaventura            | 3    | 2    | 0    | 0     | 0    | 5     |
| Falcón           | Punto Fijo   | Cinex Las Virtudes            | 6    | 1    | 0    | 0     | 0    | 7     |
| Falcón           | Punto Fijo   | Cinex Sambil Paraguaná        | 7    | 1    | 0    | 0     | 0    | 8     |
| La Guaira        | Urimare      | Cinex Planeta Sotavento       | 2    | 0    | 0    | 0     | 0    | 2     |
| Lara             | Barquisimeto | Cinex Metrópolis Barquisimeto | 5    | 2    | 0    | 0     | 0    | 7     |
| Mérida           | Mérida       | Cinex Alto Prado              | 2    | 1    | 0    | 0     | 0    | 3     |
| Nueva Esparta    | Pampatar     | Cinex Parque Costazul         | 0    | 0    | 0    | 10    | 0    | 10    |
| Sucre            | Cumaná       | Cinex Marina Plaza            | 5    | 1    | 0    | 0     | 0    | 6     |
| Trujillo         | Valera       | Cinex Valera Plaza            | 4    | 1    | 0    | 0     | 0    | 5     |
| Zulia            | Cabimas      | Cinex Costa Mall              | 6    | 3    | 0    | 0     | 0    | 9     |
| Zulia            | Maracaibo    | Cinex Doral Plaza             | 4    | 2    | 0    | 0     | 0    | 6     |
| Zulia            | Maracaibo    | Cinex Galerías Mall           | 8    | 1    | 1    | 0     | 0    | 10    |
| Zulia            | Maracaibo    | Cinex San Francisco           | 5    | 0    | 0    | 0     | 0    | 5     |
| Zulia            | Maracaibo    | Cinex Lago Mall               | 3    | 1    | 0    | 0     | 0    | 4     |
| Total            |              |                               | 97   | 32   | 5    | 11    | 3    | 149   |

### Salas VIP
Las salas VIP cuentan con dulcerías y lobbies independientes con acabados de lujo, sillones individuales en cuero, reclinables y con posapies; con amplios espacios entre ellos y sistema de asientos numerados. Cinex posee 5 salas VIP: 4 están en la ciudad de Caracas y una en Maracaibo.

### Salas 4DX
Con la exhibición de la película Los Pitufos 2, Cinex inauguró el 2 de agosto de 2013, la primera sala de cine 4D del país, en el Centro Comercial Tolón de Caracas.
El 21 de diciembre de 2013, también en Caracas, se inauguró en el Centro Comercial San Ignacio, la primera sala 4DX con la proyección de Frozen: Una aventura congelada. 4DX es un producto creado por la empresa surcoreana CJ 4DPLEX, con la que Cinex mantiene un contrato de exclusividad para implementar su tecnología en Venezuela.
Una segunda sala 4DX fue inaugurada en diciembre de 2014 en el Centro Comercial Paseo El Hatillo y la tercera fue inaugurada a principios de 2015 en el Centro Comercial El Recreo.

### CinexCheff
Un lugar exclusivo que ofrece una mezcla de sabores en comida gourmet.

### CinexArt
Una sala con capacidad para 78 personas convierte al recinto en algo "íntimo y exclusivo" que hace posible un servicio de atención al cliente personalizado.